# جان سی. وایتهد
جان سی. وایتهد (انگلیسی: John C. Whitehead؛ ۲ آوریل ۱۹۲۲ – ۷ فوریهٔ ۲۰۱۵) یک سیاست‌مدار اهل ایالات متحده آمریکا بود.
وی همچنین برنده جوایزی همچون جایزه آزادی شده است.